# Ракинда (село)
Ракинда — упразднённое село в Тындинском районе Амурской области России. Исключено из учётных данных в 1974 году.

## География
Село располагалось на левом берегу реки Уркан в месте впадения в него реки Ракинда, на расстоянии примерно 33 километров (по прямой) к юго-востоку от села Уркан.

## История
Решением Амурского исполкома от 7 июня 1974 года № 253, село Ракинда исключено из учётных данных как несуществующее.